# Lorne (comté de Restigouche)
Pour les articles homonymes, voir Lorne (homonymie).
Lorne est un district de services locaux canadien du comté de Restigouche, au nord du Nouveau-Brunswick. Dans le cadre de la réforme de la gouvernance locale du 1er janvier 2023, le DSL a été annexé au district rural de Restigouche.

## Toponyme

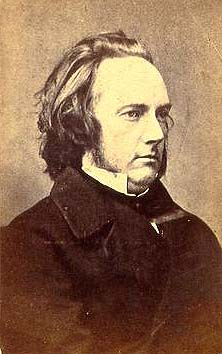
Le marquis de Lorne.

Le village est nommé ainsi en l'honneur de Sir John Campbell, 9e duc d'Argyll et marquis de Lorne (1845-1914), gouverneur général du Canada de 1878 à 1883.
Le hameau de Doyleville tire probablement son nom de Joseph Doyle, qui s'établit à Jacquet River en 1790; le premier maître des postes de Doyleville a été Patrick Doyle. Le bureau de poste a porté le nom de Doyle Settlement entre 1865 et 1919. Murchie Settlement fait désormais partie de Doyleville.

## Géographie

### Situation
Lorne se trouve à 57 kilomètres de route à l'est de Campbellton et à 59 km au nord-ouest de Bathurst, dans le comté de Restigouche.
Le village a un territoire ayant grossièrement la forme d'un « L », limitrophe de Belledune à l'est et de Chaleur sur les autres côtés. La ville la plus proche est Dalhousie, à 39 km au nord-ouest.
Lorne est situé sur un plateau des Appalaches. Il y a quelques buttes, dont la butte Lavigne (130 m), au centre du village. Les berges de la rivière Louison sont abruptes. La plupart du territoire est couvert de forêt. La baie des Chaleurs se trouve à 3 km au nord et le territoire est situé dans son bassin hydrographique. La rivière Louison, le principal cours d'eau, coule du sud au nord-est du territoire. Le ruisseau Nash-Nord, le ruisseau Nash-Sud et le ruisseau Murchie forment le ruisseau Nash plus loin au nord. Il y a quelques lacs, dont le lac Jack Burns Inférieur (300 m), au sud, et le lac Hayes (100 m), au nord. Il y a de petits marais au nord.
Lorne est accessible par les routes 11 et 357 via une sortie sur le chemin Hayes. La route 134 constitue un accès secondaire, via le chemin Benoît. Le village est également accessible par Belledune via le chemin Doyleville ou le chemin Sunnyside. Charlo, situé à 30 km au nord-ouest, dispose de l'aéroport de Charlo alors que la gare de Jacquet River est situé à 14 km au nord-est, dans le village de Belledune.
Le territoire comprend le village de Lorne à proprement parler ainsi que le hameau de Doyleville. Doyleville est situé sur le chemin du même non, dans le nord du territoire. Lorne s'étend sur la rue principale, au sud du territoire, et est accessible par le chemin Lorne ou la rue Centenaire.
Lorne est généralement considérée comme faisant partie de l'Acadie.

### Climat
Une station météorologique est située à Belledune. Le village bénéficie d'un climat continental humide. Le mois le plus chaud a une température moyenne de 18,5 °C et le plus froid une température de -11,3 °C. Le village reçoit 1000 mm de précipitations annuellement dont 300 cm de neige. La journée la plus chaude fut le 5 juillet 1983, avec 37 °C et la plus froide fut le 22 janvier 1984, avec -36 °C. La journée ayant eu le plus de précipitations fut le 22 juillet 1982, avec 82,2 mm de pluie. Le 24 mars 1972 a le record de neige, avec 45,7 centimètres, alors que la plus importante accumulation a eu lieu le 16 janvier 1981, avec 83 cm. Le vent le plus fort, 80 kilomètres à l'heure, a soufflé le 2 mai 1974.
| Mois                              | jan.  | fév.  | mars | avril | mai  | juin | jui. | août | sep. | oct. | nov. | déc.  | année |
| --------------------------------- | ----- | ----- | ---- | ----- | ---- | ---- | ---- | ---- | ---- | ---- | ---- | ----- | ----- |
| Température minimale moyenne (°C) | −15,8 | −14,3 | −8,7 | −2    | 3,7  | 9,6  | 13,2 | 12,4 | 7,6  | 2    | −3,1 | −11,7 | −0,6  |
| Température moyenne (°C)          | −11,3 | −9,6  | −4,3 | 1,8   | 8,7  | 14,8 | 18,5 | 17,3 | 12,3 | 6,2  | 0,2  | −7,7  | 3,9   |
| Température maximale moyenne (°C) | −6,8  | −4,9  | 0    | 5,7   | 13,7 | 20   | 23,7 | 22,2 | 17   | 10,4 | 3,4  | −3,6  | 8,4   |
| Précipitations (mm)               | 76,7  | 60,8  | 80,5 | 75,3  | 82,4 | 81,2 | 96,3 | 84,2 | 68,7 | 78,1 | 82,4 | 103,3 | 970   |
| dont pluie (mm)                   | 12    | 11    | 26,4 | 52,1  | 81,7 | 81,2 | 96,3 | 84,2 | 68,7 | 77,6 | 59,2 | 34,2  | 684,6 |
| dont neige (cm)                   | 64,7  | 49,8  | 54,1 | 23,2  | 0,7  | 0    | 0    | 0    | 0    | 0,5  | 23,2 | 69    | 285,2 |

## Histoire
Lorne est situé dans le territoire historique des Micmacs, plus précisément dans le district de Gespegeoag, qui comprend le littoral de la baie des Chaleurs. Ce territoire était revendiqué d'abord par les Iroquois et ensuite seulement par les Mohawks.
Doyleville est fondé vers 1840, par l'expansion des établissements de la rivière Jacquet. Le bureau de poste de Doyleville est fondé en 1865. Lorne est fondé en 1879. Le bureau de poste de Lorne ouvre ses portes en 1893.
Une église est construite vers 1941 sur un terrain légué par David Carrier. Le presbytère est inauguré en 1943. En 1944, les Filles de Jésus construisent un édifice abritant un couvent et une école. Une salle paroissiale est construite en 1954 mais est plus tard détruite dans un incendie. Un clocher est ajouté à l'église la même année. Le bureau de porte de Doyleville ferme ses portes en 1960, suivi de celui de Lorne en 1967.

## Démographie
(août 2016).
Selon Statistique Canada, Lorne comptait 703 habitants en 2006, comparativement à 893 en 1996, soit une baisse de 21,3 %. Le français est parlé par 16 % des habitants et l'anglais par 83 %. Les deux langues officielles sont comprises par la majorité des habitants,.
| 1871 | 1898 | 1996 | 2006 |
| ---- | ---- | ---- | ---- |
| 100  | 175  | 893  | 703  |

| 2001 | 2006 | 2011 | 2016 |
| ---- | ---- | ---- | ---- |
| 622  | 617  | 682  | 600  |

## Économie
Environ 60 % des habitants de Lorne travaillent dans les environs immédiats. L'agriculture, la pêche et l'exploitation forestière constituent la base de l'économie traditionnelle de la région, à laquelle s'ajoute aujourd'hui le tourisme et les services. Depuis les années 1990, la localité limitrophe de Chaleur compte plusieurs mines, ce qui profite à toute la région, notamment à Belledune avec son port. Entreprise Restigouche a la responsabilité du développement économique. Le développement de l'énergie éolienne ainsi que les technologies et services connexes est souhaité dans la région.
Lorne compte quelques entreprises dont une station-service. Il y a quelques fermes.

## Administration

### Comité consultatif
En tant que district de services locaux, Lorne est administré directement par le Ministère des Gouvernements locaux du Nouveau-Brunswick, secondé par un comité consultatif élu composé de cinq membres dont un président.

### Commission de services régionaux
Lorne fait partie de la Région 2, une commission de services régionaux (CSR) devant commencer officiellement ses activités le 1er janvier 2013. Contrairement aux municipalités, les DSL sont représentés au conseil par un nombre de représentants proportionnel à leur population et leur assiette fiscale. Ces représentants sont élus par les présidents des DSL mais sont nommés par le gouvernement s'il n'y a pas assez de présidents en fonction. Les services obligatoirement offerts par les CSR sont l'aménagement régional, l'aménagement local dans le cas des DSL, la gestion des déchets solides, la planification des mesures d'urgence ainsi que la collaboration en matière de services de police, la planification et le partage des coûts des infrastructures régionales de sport, de loisirs et de culture; d'autres services pourraient s'ajouter à cette liste.

### Représentation et tendances politiques
Nouveau-Brunswick: Lorne fait partie de la circonscription de Dalhousie—Restigouche-Est, qui est représentée à l'Assemblée législative du Nouveau-Brunswick par Donald Arseneault, du parti libéral. Il fut élu en 2010.

## Vivre à Lorne

### Services publics
Lorne compte une caserne de pompiers, une centre communautaire et des terrains de sport; les services de loisirs sont partagés avec Belledune et Chaleur. Un bibliobus passe au village. La collecte des déchets et matières recyclables est effectuée par la Commission de gestion des déchets solides de Restigouche. L'aménagement du territoire est de la responsabilité de la Commission d'urbanisme du district de Restigouche.
Les habitants de Lorne doivent se rendre à Belledune pour le service postal et les institutions financières. Ils se rendent pourtant fréquemment jusqu'à Bathurst ou Campbellton, qui disposent d'un grand nombre de commerces et de services. Le détachement de la Gendarmerie royale du Canada le plus proche est à Belledune. Le poste d'Ambulance Nouveau-Brunswick le plus proche est aussi à Belledune. Cette municipalité compte également le centre de Santé de Jacquet River, tandis que les hôpitaux les plus proches sont à Campbellton.
Lorne fait partie du sous-district 2 du district scolaire Francophone Nord-Est. Notamment, les élèves anglophones doivent se rendre à Belledune jusqu'en 8e année avant d'étudier à Dalhousie, tandis que les élèves francophones doivent faire toute leur éducation à Dalhousie.
Les francophones bénéficient du quotidien L'Acadie nouvelle, publié à Caraquet, ainsi qu'à l'hebdomadaire L'Étoile, de Dieppe. Ils ont aussi accès à l'hebdomadaire L'Aviron, publié à Campbellton. Les anglophones bénéficient des quotidiens Telegraph-Journal, publié à Saint-Jean ainsi que de l'hebdomadaire Campbellton Tribune, de Campbellton.

### Religion
L'église Sainte-Maria-Goretti est une église catholique romaine. Elle est membre de l'unité pastorale du Bon Pasteur, elle-même incluse dans le diocèse de Bathurst
À l'origine, les villageois allaient à l'église St. Joseph de Nash Creek. Un premier prêtre résident, Edmond Savoie, arrive à Lorne en 1941. En 1952, le nom de la paroisse passe de Saint-Jean-de-la-Croix à Sainte-Maria-Goretti. 
Curés de la paroisse Sainte-Maria-Goretti
- Edmond Savoie, 1941-1943
- Armand Martin, 1944-1945
- George Miller, 1947-1951
- Jacques Benoît, 1951-1954
- Omer Parker, 1954-1959
- Léon Gagné, 1959
- Roméo Lanteigne, 1960
- Vincent Haché, 1960-1964
- Fernand Albert, 1965-1980
- Alfred Landry, 1981-1983
- Gervais LeBlanc, 1981-1986
- Fernand Albert, 1995-2001
- Lionel Comeau, 2001-2005
- David Ferguson, 2005-2011
- Keith Goldrup, 2011-

## Culture
La plupart des familles sont d'origine acadienne mais il y a aussi des familles d'origine irlandaise et écossaise. Toutefois, la population est majoritairement anglophone.

### Architecture et monuments
La plupart des résidences de Lorne sont des bungalows. Il y a aussi quelques maisons traditionnelles d'un étage et demi au toit à deux pentes, lambrissée ou recouverte de bardeaux. Il y a aussi quelques autres styles, notamment des maisons Foursquare, autrement dit au plan carré à deux étages au toit pyramidal.
L'église Sainte-Maria-Goretti est construite en bois et peinte en blanc. Le toit est à deux pentes. La façade symétrique possède un clocher carré de trois étages, surmonté d'une flèche. L'intérieur est peint en blanc, avec des détails en rouge.